# NGC 745
NGC 745 ist ein Linsenförmige Galaxie vom Hubble-Typ S0-a im Sternbild Eridanus, welche etwa 259 Millionen Lichtjahre von der Milchstraße entfernt ist und zusammen mit PGC 95386 und 2MASX J015407.7-564116 ein gravitatives Galaxientrio bildet. 
Sie wurde am 27. Oktober 1834 von dem britischen Astronomen John Frederick William Herschel entdeckt.